# Borommaracha III.
Borommaracha III. (Thai. สมเด็จพระบรมราชาที่3, vollständiger Name: Borommarachathirat III., Thai. สมเด็จพระบรมราชาธิราชที่3; * 1447; † 1491) war von 1463 bis 1488 als „Zweiter König“ (Uparat) Herrscher von Ayutthaya und von 1488 bis 1491 unter dem Namen Intharacha II. (Thai: พระอินทราชา) der zehnte König des siamesischen Reiches von Ayutthaya.

## Leben
Borommaracha III. war der Sohn von König Borommatrailokanat, der seinen Hof in Phitsanulok hatte. Der König war der Meinung, dass die Hauptstadt Ayutthaya nicht ohne Regenten auskommen könne, daher ernannte er seinen Sohn im Jahr 1463 zum Uparat, und übergab ihm den Thron im Wang Luang in Ayutthaya.
Nach dem Tode von Borommatrailokanat im Jahr 1488 ließ sich Borommaracha III. als Intharacha II. (Thai: พระอินทราชา) zum König des Königreiches Ayutthaya krönen. Dieses Amt hatte er bis zu seinem Tode im Jahr 1491 inne.
Der Chronist Jeremias Van Vliet, Kaufmann der VOC, der von 1633 bis 1642 in Ayutthaya lebte, beschreibt den König so: 

„Dieser König war in keiner Hinsicht so gnädig wie sein Vater, da er von Natur aus kein Kämpfer und auch nicht lernbegierig war. Er hatte mit dem spirituellen Leben wenig zu tun, sondern gab sich dem Vergnügen hin. Er fand große Freude in der Jagd und bei Kämpfen auf dem Elefanten-Rücken. Er reiste oft in seinem Reich umher sehr zum Verdruss seiner Mandarine. Denn immer wenn der König seinen Palast verließ, mussten sie ihn mit großem Pomp begleiten. Daher wurde der König insgeheim vom Hofstaat gehasst, während der gemeine Mann ihn verehrte.
Der König befestigte viele Städte, restaurierte einige Ruinen, und sanierte und vergrößerte seinen Palast an vielen Stellen. Seine Regierungszeit war keine wohlhabende sondern eine mit Problemen belastete Zeit.“